# فرودگاه زامپرینی فیلد
فرودگاه زامپرینی فیلد (به انگلیسی: Zamperini Field) یک فرودگاه همگانی باربری با کد یاتا TOA است که یک باند فرود آسفالت/بتن دارد و طول باند آن ۱۵۲۴ متر است. این فرودگاه در کشور ایالات متحده آمریکا قرار دارد و در ارتفاع ۳۱ متری از سطح دریا واقع شده است.